# Slag bij Tunis (255 v.Chr.)

De Slag bij Tunis

De Slag bij Tunis was een veldslag in 255 v.Chr., waarin de Romeinen onder leiding van Marcus Atilius Regulus werden verslagen door de Carthagers onder leiding van Xanthippus.
In het begin van de slag stuurde Xanthippus zijn 100 krijgsolifanten op de Romeinse linies af. Die hadden het gewenste effect. De Romeinen vluchtten alle kanten op. Daarna kwam de Carthaagse infanterie (bestaande uit Spartanen, Iberiërs, Galliërs, Libiërs en Carthagers, wat niet vaak meer voorkwam) in gevecht met de Romeinse infanterie. Uiteindelijk werd de slag beslist toen de Carthaagse cavalerie de Romeinen in de rug aanviel. Van de 25.000 Romeinen overleefden 2.000 de slachting.
Na de slag werd Xanthippus in Carthago als held gehuldigd en ging hij beladen met goud en geschenken naar huis.